# Working!!
Working!! (jap. ワーキング) – manga napisana i zilustrowana przez Karino Takatsu, znana również pod tytułem Wagnaria!!. Była wydawana przez Square Enix w czasopiśmie Young Gangan w latach 2005-2014.
Na podstawie mangi studio A-1 Pictures stworzyło 13-odcinkowy serial anime, którego emisja rozpoczęła się 4 kwietnia 2010, a zakończyła 26 czerwca 2010 roku. Powstał również sequel serii, w reż. Atsushiego Ootsuki.

## Fabuła
Od pewnego czasu do niedużej restauracji o nazwie Wagnaria przybywa coraz więcej gości. Kyōko Shirafuji, szefowa restauracji, każe Popurze, która jest jedną z jej podwładnych, znaleźć nowego pracownika. Podczas poszukiwań dziewczyna natrafia na chłopca o nazwisku Sōta Takanashi. Ponieważ Popura jest niskiego wzrostu, Sōta uważa ją za dziewczynkę z podstawówki, podczas gdy Taneshima ma 17 lat i chodzi do liceum. W końcu chłopak zgadza się na półetatową pracę, jednak już pierwszego dnia pracy w restauracji przytrafiają mu się liczne nietypowe zdarzenia.